# Sociální agregát

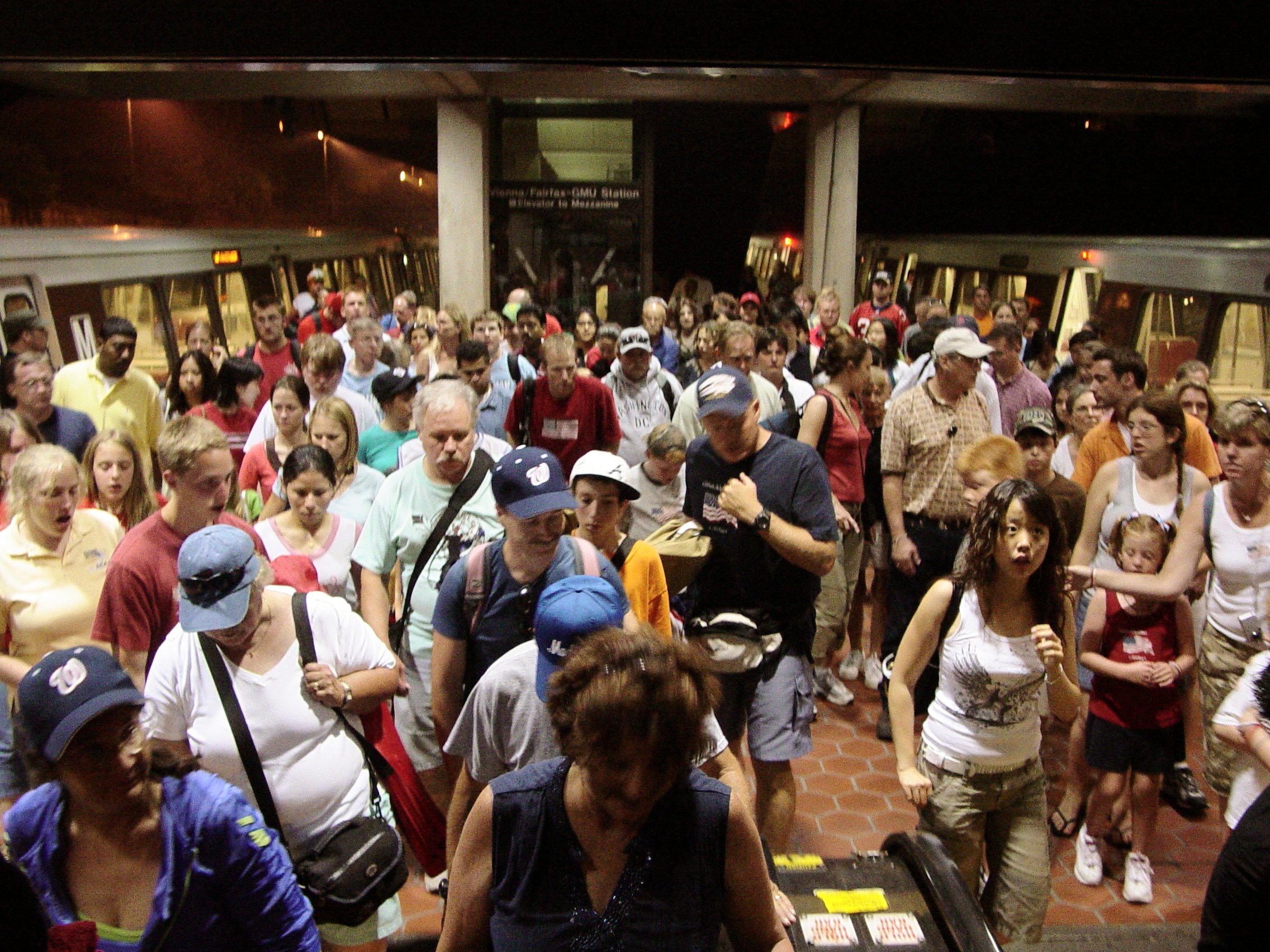
Dav v metru.

Sociální agregát je takový sociální útvar, jehož členové se sešli náhodou, neplánovaně, navzájem se neznají a pravděpodobně se už ve stejném složení znovu nesetkají.
Člení se na shluky, tj. skupiny do 40 lidí a davy. Lidé se seskupují na určitém místě na základě stejného podnětu. Shluky a davy mohou být sociálně strukturované, protože mají plánovaný vznik, a nebo náhodné, tj. s neplánovaným vznikem (např. divácký dav, panický dav, fronta).
V davu vzniká tzv. davová psychóza. Člověk v davu potlačuje svou vlastní individualitu, prosazují se primitivní pudy, mizí pocit zodpovědnosti. Dav vyvolává pocit anonymity a bezpečí. Člověk se může chovat tak, jak by se sám nikdy nechoval.